# イーグルファーム競馬場
イーグルファーム競馬場（Eagle Farm Racecourse ）は、オーストラリアクイーンズランド州・ブリスベン郊外のアスコットにある競馬場。所有、運営はブリスベンレーシングクラブ(BRC)。

## 概要
1863年にクイーンズランドターフクラブ(QTC)によってアスコットで競馬が始まったことを起源とし、1865年に同組織によってこの地に当競馬場が開設される。太平洋戦争中はオーストラリア政府によってアメリカ軍に譲渡、同軍のキャンプ地として利用されたが終戦後に返還され、1946年5月より競馬が再開される。2004年に最寄の鉄道駅であるアスコット駅と合わせて「イーグルファーム競馬場とアスコット鉄道駅」としてクイーンズランド遺産に登録される。2009年にクイーンズランドターフクラブとブリスベンターフクラブ(BTC)が合併し、誕生したブリスベンレーシングクラブに所有権及び運営権が引き継がれた。

## コース
楕円形の右回りの芝コースで、1周2027メートル、直線434メートルのコースである。

## 主な競走
| グループ | 競走名                         | 馬齢  | 性別 | 斤量   | 距離(m) |
| -------- | ------------------------------ | ----- | ---- | ------ | ------- |
| 1        | クイーンズランドダービー       | 3歳   | Open | 定量   | 2400    |
| 1        | キングスフォードスミスカップ   | 3歳上 | Open | 馬齢   | 1300    |
| 1        | クイーンズランドオークス       | 3歳   | 牝馬 | 定量   | 2400    |
| 1        | ザTJスミス                     | 2歳   | Open | 定量   | 1600    |
| 1        | ストラドブロークハンデキャップ | 2歳上 | Open | ハンデ | 1600    |
| 1        | タタソールズティアラ           | 3歳上 | 牝馬 | 馬齢   | 1400    |